# ادمار برنارس
ادمار برنارس (به پرتغالی: Edmar Bernardes dos Santos) مهاجم اهل برزیل است که در شهر Araxá و در تاریخ ۲۰ ژانویهٔ ۱۹۶۰ به دنیا آمده‌است.
ادمار برنارس در تیم‌های فوتبال Brasília سابقهٔ حضور دارد.